# Nenad Zimonjić
Nenad Zimonjić (em sérvio: Ненад Зимоњић; Belgrado, 4 de junho de 1976) é um tenista profissional da Sérvia que já foi número 1 do ranking mundial como duplista. Começou a jogar profissionalmente em 1995, representando a antiga Iugoslávia. É especialista nas duplas, onde tem uma carreira vitoriosa, tendo conquistado 53 torneios ATP em 90 finais disputadas nessa modalidade. 
Zimonjić já conquistou 8 títulos de Grand Slams, sendo que 3 foram em Duplas (dois em Wimbledon e um no Open da França) e 5 em Duplas Mistas (dois no Open da Austrália, dois no Open da França e um em Wimbledon). E além dos títulos vencidos em Grand Slams, ele junto com Julian Knowle em 2004 e Fabrice Santoro em 2006, tornou-se vice-campeão em duplas do Grand Slam de Wimbledon. Já em 2010, jogando com Daniel Nestor foi vice-campeão em duplas do Grand Slam do Open da Austrália. 
Já conquistou em duplas a 15 títulos de ATP Masters 1000. Também já ganhou dois ATP World Tour Finals nessa modalidade.
Entre 2008 e 2010, o sérvio formou uma parceria fixa com o canadense Daniel Nestor, com quem obteve títulos de extrema importância, como 2 taças em Wimbledon, uma taça no Open da França e 2 taças no ATP World Tour Finals. Juntos se tornaram a dupla n° 1 do mundo.
Nenad já jogou a Copa Davis pela Iugoslávia, Sérvia e Montenegro e Sérvia. E no final de 2010, levou seu país, a Sérvia, ao título da Copa Davis junto com Viktor Troicki, Janko Tipsarevic e Novak Djokovic, ao derrotar a França na decisão por 3 a 2.
Foi campeão do World Team Cup de 2009 e 2012, junto com Viktor Troicki e Janko Tipsarevic.

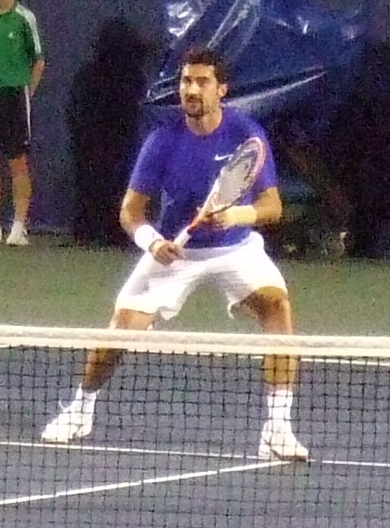
Nenad Zimonjić

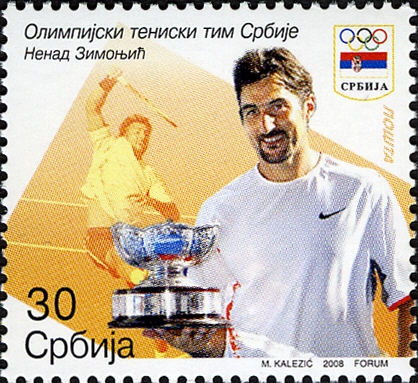
Selo sérvio de 2008 em homenagem ao atleta

## Grand Slam finais

### Duplas: 7 (3–4)
| Posição | Ano  | Campeonato          | Piso   | Parceiro        | Oponente                       | Placar                            |
| ------- | ---- | ------------------- | ------ | --------------- | ------------------------------ | --------------------------------- |
| Vice    | 2004 | Wimbledon           | Grama  | Julian Knowle   | Jonas Björkman Todd Woodbridge | 1–6, 4–6, 6–4, 4–6                |
| Vice    | 2006 | Wimbledon (2)       | Grama  | Fabrice Santoro | Bob Bryan Mike Bryan           | 3–6, 6–4, 4–6, 2–6                |
| Vice    | 2008 | Roland Garros       | Saibro | Daniel Nestor   | Pablo Cuevas Luis Horna        | 2–6, 3–6                          |
| Campeão | 2008 | Wimbledon           | Grama  | Daniel Nestor   | Jonas Björkman Kevin Ullyett   | 7–6(14–12), 6–7(6–8), 6–3, 6–3    |
| Campeão | 2009 | Wimbledon (2)       | Grama  | Daniel Nestor   | Bob Bryan Mike Bryan           | 7–6(9–7), 6–7(3–7), 7–6(7–3), 6–3 |
| Vice    | 2010 | Aberto da Austrália | Duro   | Daniel Nestor   | Bob Bryan Mike Bryan           | 3–6, 7–6(7–5), 3–6                |
| Campeão | 2010 | Roland Garros       | Saibro | Daniel Nestor   | Lukáš Dlouhý Leander Paes      | 7–5, 6–2                          |

### Duplas Mistas: 10 (5–5)
| Posição | Ano  | Campeonato              | Piso   | Parceira           | Oponente                              | Placar                |
| ------- | ---- | ----------------------- | ------ | ------------------ | ------------------------------------- | --------------------- |
| Campeão | 2004 | Aberto da Austrália     | Duro   | Elena Bovina       | Martina Navratilova Leander Paes      | 6–1, 7–6(7–3)         |
| Vice    | 2005 | US Open                 | Duro   | Katarina Srebotnik | Daniela Hantuchová Mahesh Bhupathi    | 4–6, 2–6              |
| Campeão | 2006 | Roland Garros           | Saibro | Katarina Srebotnik | Elena Likhovtseva Daniel Nestor       | 6–3, 6–4              |
| Vice    | 2007 | Roland Garros           | Saibro | Katarina Srebotnik | Nathalie Dechy Andy Ram               | 5–7, 3–6              |
| Campeão | 2008 | Aberto da Austrália (2) | Duro   | Sun Tiantian       | Sania Mirza Mahesh Bhupathi           | 7–6(7–4), 6–4         |
| Vice    | 2008 | Roland Garros (2)       | Saibro | Katarina Srebotnik | Victoria Azarenka Bob Bryan           | 2–6, 6–7(4–7)         |
| Campeão | 2010 | Roland Garros (2)       | Saibro | Katarina Srebotnik | Yaroslava Shvedova Julian Knowle      | 4–6, 7–6(7–5), [11–9] |
| Vice    | 2011 | Roland Garros (3)       | Saibro | Katarina Srebotnik | Casey Dellacqua Scott Lipsky          | 6–7(6–8), 6–4, [7–10] |
| Vice    | 2014 | Roland Garros (4)       | Saibro | Julia Görges       | Anna-Lena Grönefeld Jean-Julien Rojer | 6–4, 2–6, [7–10]      |
| Campeão | 2014 | Wimbledon               | Grama  | Samantha Stosur    | Chan Hao-ching Max Mirnyi             | 6–4, 6–2              |

## ATP Finals

### Duplas: 3 (2–1)
| Posição | Ano  | Campeonato | Piso     | Parceiro      | Oponente                       | Placar                  |
| ------- | ---- | ---------- | -------- | ------------- | ------------------------------ | ----------------------- |
| Vice    | 2005 | Shanghai   | Duro (i) | Leander Paes  | Michaël Llodra Fabrice Santoro | 7–6(8–6), 3–6, 6–7(4–7) |
| Campeão | 2008 | Shanghai   | Duro (i) | Daniel Nestor | Bob Bryan Mike Bryan           | 7–6(7–3), 6–2           |
| Campeão | 2010 | Londres    | Duro (i) | Daniel Nestor | Mahesh Bhupathi Max Mirnyi     | 7–6(8–6), 6–4           |